# Antychryst (książka)
Antychryst: Próba krytyki chrześcijaństwa (tytuł oryginału: Der Antichrist: Versuch einer Kritik des Christentums) to książka napisana przez Fryderyka Nietzschego.

## Opis książki
W niezwykle zagmatwanej sieci, jaką stanowi topografia Nietzscheańskiej filozofii, antychrześcijaństwo zdaje się być jednym z trzech punktów orientacyjnych. Triadę tę uzupełniają radykalna, wyrażająca się w niepohamowanej pasji polemiczno-krytycznej diagnoza współczesnej kultury oraz trwały sentyment do epoki starożytnej, ujawniany przez wciąż ponawiany postulat powrotu do wartości obecnych w kulturze greckiej. Związek tych trzech elementów jest ewidentny i autor nie kryje, że stanowią one oś filozoficznego projektu.
W zakończeniu Nietzsche wykrzykuje anatemę chrześcijaństwa, która jest nie tylko zwieńczeniem konstrukcji tegoż dzieła, ale także ukoronowaniem tendencji obecnej w całej pisarskiej pracy autora.